# Navalvillar de Pela
Navalvillar de Pela je španělská obec situovaná v provincii Badajoz (autonomní společenství Extremadura).

## Poloha
Obec je vzdálena 39,1 km od města Villanueva de la Serena, 85,6 km od Méridy a 148 km od města Badajoz. Patří do okresu Vegas Altas a soudního okresu Villanueva de la Serena.

## Historie
V roce 1834 se obec stává součástí soudního okresu Puebla de Alcocer. V roce 1842 čítala obec 596 usedlostí a 2320 obyvatel.

## Odkazy

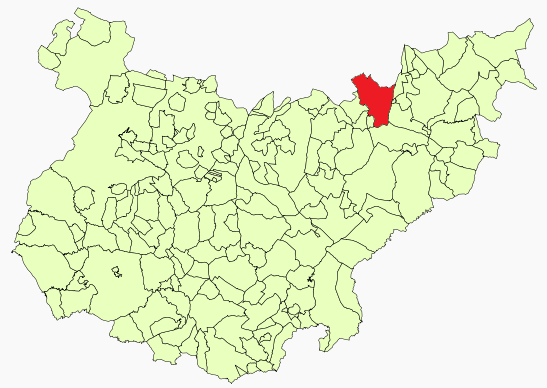
Poloha obce v provincii Badajoz

## Demografie
| Populace Navalvillaru de Pela z let (1842–2010) | Populace Navalvillaru de Pela z let (1842–2010) | Populace Navalvillaru de Pela z let (1842–2010) | Populace Navalvillaru de Pela z let (1842–2010) | Populace Navalvillaru de Pela z let (1842–2010) | Populace Navalvillaru de Pela z let (1842–2010) | Populace Navalvillaru de Pela z let (1842–2010) | Populace Navalvillaru de Pela z let (1842–2010) | Populace Navalvillaru de Pela z let (1842–2010) | Populace Navalvillaru de Pela z let (1842–2010) | Populace Navalvillaru de Pela z let (1842–2010) | Populace Navalvillaru de Pela z let (1842–2010) | Populace Navalvillaru de Pela z let (1842–2010) | Populace Navalvillaru de Pela z let (1842–2010) | Populace Navalvillaru de Pela z let (1842–2010) | Populace Navalvillaru de Pela z let (1842–2010) | Populace Navalvillaru de Pela z let (1842–2010) | Populace Navalvillaru de Pela z let (1842–2010) |
| ----------------------------------------------- | ----------------------------------------------- | ----------------------------------------------- | ----------------------------------------------- | ----------------------------------------------- | ----------------------------------------------- | ----------------------------------------------- | ----------------------------------------------- | ----------------------------------------------- | ----------------------------------------------- | ----------------------------------------------- | ----------------------------------------------- | ----------------------------------------------- | ----------------------------------------------- | ----------------------------------------------- | ----------------------------------------------- | ----------------------------------------------- | ----------------------------------------------- |
| 1842                                            | 1857                                            | 1860                                            | 1877                                            | 1887                                            | 1897                                            | 1900                                            | 1910                                            | 1920                                            | 1930                                            | 1940                                            | 1950                                            | 1960                                            | 1970                                            | 1981                                            | 1991                                            | 2001                                            | 2010                                            |
| 2 320                                           | 2 707                                           | 2 639                                           | 3 096                                           | 3 322                                           | 3 779                                           | 3 609                                           | 4 350                                           | 4 660                                           | 5 475                                           | 5 358                                           | 6 378                                           | 6 963                                           | 6 125                                           | 5 135                                           | 4 899                                           | 4 829                                           | 4 860                                           |